# دیلارا باغجی
دیلارا باغجی (انگلیسی: Dilara Bağcı؛ زادهٔ ۲ فوریهٔ ۱۹۹۴) بازیکن والیبال اهل ترکیه است.
از باشگاه‌هایی که در آن بازی کرده‌است می‌توان به باشگاه والیبال اجزاجی‌باشی اشاره کرد.